# 229762 Gǃkúnǁʼhòmdímà
229762 Gǃkúnǁʼhòmdímà، وتكتب أيضا 2007 UK126 كوكب قزم محتمل. يقع في القرص المتفرق قدرة المطلق 3.7. وسعة منحنى ضوئي Δm = 0.03 ± 0.01 mag. لوحظ هذا الجرم 73 مرة خلال أكثر من 11 مقابلة في صور سابقة تعود إلى عام 1982. ويقدر علماء الفلك أن يصل هذا الجرم إلى الحضيض (أقرب نقطة من الشمس) في فبراير عام 2046.

## قمر
أفادت التقارير أن (229762) 2007 UK126 لديه قمر، ولكن لم يتم إجراء تقدير لكتلة النظام. الفارق بين قدر الجرم الرئيسي وقمرة هو 3،79 ماج. لذلك تم تقدير قطر القمر في حدود 139 كم، ولة محور شبه رئيسي يبلغ كم 3600، وفترة مدارية تبلغ 3.7 يوم .

### وصلات خارجية
- 2007 UK126 Precovery Images
- 3rd largest scattered disk object discovered (Yahoo Groups)
- 2007 UK126 Minor planet designation number
- 229762 Gǃkúnǁʼhòmdímà في قاعدة بيانات مختبر الدفع النفاث لأجرام النظام الشمسي الصغيرة

- الاكتشاف · مخطط المدار ·  العناصر المدارية · المعلمات المادية